# Gravità (singolo)
Gravità è un singolo del cantautore italiano Frah Quintale, pubblicato il 10 ottobre 2016 come unico estratto dall'EP 2004.

## Video musicale
Il videoclip del brano, diretto e montato dal cantautore stesso, è stato pubblicato contestualmente all'uscita del singolo sul canale YouTube di Undamento.

## Tracce
1. Gravità – 3:35